# Platyptilia nyungwea
Platyptilia nyungwea – gatunek motyli z rodziny piórolotkowatych.
Gatunek ten opisany został w 2011 roku przez Ceesa Gielisa.
Motyl o ciele brązowoochrowym z ciemnobrązową linią na boku tułowia i w tyle teguli oraz ciemnobrązowymi łuskami na jaśniejszym tle czułków. Końcówki czułków grzebieniaste. Przednie skrzydła mają rozpiętość od 31 do 34 mm, wcięte są od 7/10 długości, z wierzchu są jasnobrązowe z ciemnobrązowymi znakami, ochrowobiałym, ząbkowanym trójkątem kostalnym pośrodku piórka pierwszego i białawą linią subterminalną na drugim piórku. Spód przednich skrzydeł jest ciemnobrązowy z białym znakiem subterminalnym przy wspomnianym trójkącie. Wierzch tylnych skrzydeł jest szarobrązowy z rzędem czarnych łusek na trzecim piórku, spód ich zaś ciemnobrązowy z pomarańczowordzawymi łuskami wzdłuż żyłek. Strzępiny przednich skrzydeł są brązowoochrowe, tylnych zaś szarobrązowe. Samiec ma symetryczne, zaokrąglone na szczytach walwy i szpadlowaty unkus.
Owad afrotropikalny, znany z Kajiado w Kenii i Parku Narodowego Nyungwe w Rwandzie.